# Junio Valerio Borghese
Junio Valerio Scipione Ghezzo Marcantonio Maria Borghese (6 de junho de 1906 – 26 de agosto de 1974) foi um oficial comandante da Marinha Real Italiana durante o regime de Benito Mussolini. Posteriormente, se tornou um fervoroso político neo-fascista na Itália pós-guerra. Em 1970, junto com outros extremistas, planejou derrubar o governo italiano em um golpe de estado (tachado Golpe Borghese) que foi cancelado quando a imprensa descobriu e divulgou os planos. Borghese eventualmente fugiu do país e foi residir na Espanha de Francisco Franco, onde passaria o resto da vida.